# Vilamorell
Vilamorell és un veïnat del municipi de Borrassà (Alt Empordà), que juntament amb Creixell i el mateix poble de Borrassà conforma l'actual municipi.
El lloc de Vilamorell, a l'oest del nucli de Borrassà, era possessió del monestir de Sant Pere de Rodes, l'any 982.
Hi havia una capella, Sant Genís de Vilamorell, actualment despareguda i d'ubicació desconeguda.